# (34246) Kopparapu
2000 QO102 (asteroide 34246) é um asteroide da cintura principal. Possui uma excentricidade de 0.16368510 e uma inclinação de 4.09491º.
Este asteroide foi descoberto no dia 28 de agosto de 2000 por LINEAR em Socorro.